# Frieda Fromm-Reichmann
Frieda Fromm-Reichmann (Karlsruhe, 23 ottobre 1889 – Rockville, 28 aprile 1957) è stata una psichiatra tedesca.

## Biografia
Nasce in una famiglia ebraica ortodossa appartenente alla classe media e compie gli studi di medicina a Koenigsberg, dove si laurea ventiquattrenne con una tesi sui disturbi pupillari nella schizofrenia. Nel 1920 si reca a Dresda da Johannes H. Schultz, l'inventore del training autogeno e inizia un'analisi personale condotta prima con Wilhelm Wittenberg e poi con Hanns Sachs, che dura fino al 1927. Nel 1926 pone le basi per un istituto psicanalitico che collabora con il famoso Istituto di Ricerca sociale di Max Horkheimer, la Scuola di Francoforte, Tra i fondatori c'è Erich Fromm, di undici anni più giovane di lei e suo ex paziente, con cui si sposa il 16 giugno del 1926 e da cui si separa nel 1931 per poi divorziare negli Stati Uniti nel 1935, dove si è rifugiata a seguito della salita al potere di Adolf Hitler.
I suoi libri, pubblicati in inglese, furono successivamente tradotti in tutto il mondo.

## Opere principali
- Principles of intensive psychotherapy, Chicago, University of Chicago Press, 1950
- Psychoanalysis and psychotherapy, Chicago, University of Chicago Press, 1959

### Traduzioni italiane
- Principi di psicoterapia, Milano, Feltrinelli, 1962
- Psicoanalisi e psicoterapia, Milano, Feltrinelli, 1964